# Ray Draper
Raymond Allen Draper (New York, 3 augustus 1940 - aldaar, 1 november 1982) was een Amerikaanse jazztubaïst.

## Biografie
Draper was afkomstig uit een muzikale familie. Zijn vader Barclay Draper was trompettist en zijn moeder pianiste. Hij behoorde al op heel jonge leeftijd, al tijdens zijn muziekstudie aan de Manhattan School of Music, tot de nauwere kring van het New Yorkse hardbopcircuit. Als uitgesproken wonderkind optredend, verkreeg hij met zijn in de moderne jazz tot dusver praktisch nog niet voor solistische opgaven ingezette instrument eind jaren 1950 de eerste aandacht. Hij studeerde aan de New Yorkse High School For The Performing Arts. Draper werd ontdekt door de steeds als begunstiger van jonge talenten bekende altsaxofonist Jackie McLean, in wiens band hij speelde in 1956/1957.
Er volgden verbintenissen bij de drummer Max Roach (1958/59) en de trompettist Don Cherry. Drapers late bekendheid berust vooral op een op 20 november 1957 ingespeelde kwintet-opname m.m.v. John Coltrane aan de tenorsaxofoon (The Ray Draper Quintet feat. John Coltrane) voor Prestige Records. Aan de successen van deze eerste jaren kon de tubaïst later niet meer evenaren. Naar aanleiding van zijn drugsverslaving werkte hij in de loop van de jaren 1960 slechts sporadisch als muzikant. In 1967 nam hij met een sextet (Jackie McLean, Webster Young, Mal Waldron, Jimmy DeBrest en Ben Dixon) de plaat Tuba Sounds op. In 1968 was hij betrokken bij opnamen van Big Black.
Pas omstreeks 1970 lukte het hem weer om voor enige tijd voet te vatten in de muziekbusiness, toen hij speelde in de bands van Archie Shepp en Horace Tapscott. Als eerbetoon aan de pionier van de moderne tuba-jazz betrok de even oude virtuoos Howard Johnson Draper bij de formatie van zijn tuba-ensemble Gravity bij de bezetting. 
Tot zijn vererfde composities behoren een symfonie en een Fugue for Brass Ensemble.

## Overlijden
Ray Draper werd in november 1982 op 42-jarige leeftijd bij een roofoverval in New York vermoord. Tot dit moment was hij weer sinds jaren bijna niet meer muzikaal actief geweest.

## Discografie
- 1957: Tuba Sounds (Prestige/OJC) met Webster Young, Jackie McLean, Mal Waldron, Spanky DeBrest, Ben Dixon
- 1957: John Coltrane: The Believer (Prestige/OJC)
- 1958-1960: John Coltrane Quartet/ John Coltrane With Ray Draper (Roulette Records)